# Moneymore

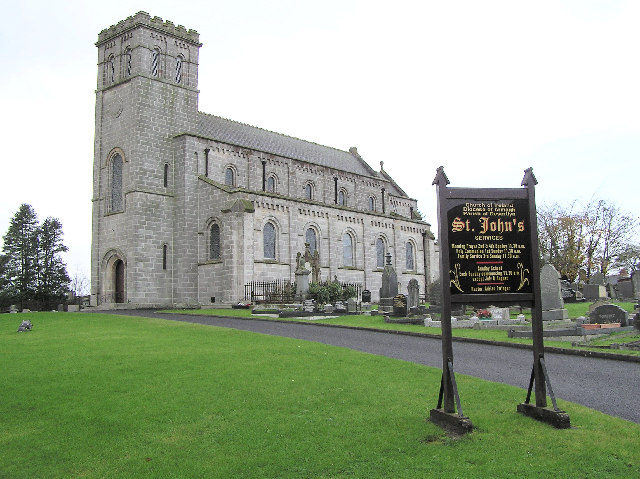
Sankt Johns kyrka i Moneymore.

Moneymore (iriska: Muine Mór) är ett samhälle vid Lough Neagh i grevskapet Londonderry och i distriktet Mid Ulster i Nordirland. År 2001 hade Moneymore totalt 1 369 invånare.
Moneymore var den viktigaste orten vid Drapers' Company från City of London under bosättningen i Ulster. Den grundlades samtidigt som Draperstown som ligger i närheten.
Den mest kända byggnaden är Springhill som byggdes under 1600-talet för Lenox-Conynghamfamiljen. Huset ligger egentligen i den lilla landsbyn Ballydrum, som numera nästan har växt ihop sig med Moneymore. Idag ägs huset av National Trust.

## Geografi
Moneymore ligger i en dal, och har en medelhöjd på 920 meter. Ballinderry River rinner genom den södra delen av staden och en hög kulle, Slieve Gallion (en av Sperrinbergen) kan ses klart från de flesta platserna i Moneymore, med dess märkvärda radiotorn på toppen. Floden har sin källa i Slieve Gallion. Den närmaste stranden ligger 35 miles bort, i Portstewart.

## Demografi
Moneymore klassas som en by enligt NISRA (mellan 1 000 och 2 250 invånare). Enligt folkräkningen den 29 april 2001 hade Moneymore totalt 1 369 invånare, av dessa var 25 procent under 16 år, och 16,1 procent var över 60 år. 47,9 procent av befolkningen var män och 52,1 procent kvinnor. 47,8 procent var av katolsk tro och 51 procent av protestantisk tro. 3,1 procent av invånarna mellan 16 och 74 var arbetslösa.

## Utbildning
Det finns två grundskolor i Moneymore: Moneymore Primary School är den protestantiska skolan med 156 studerande, samt St. Patrick's Primary School som är den katolska.